# 성광대도 (텔레비전 프로그램)
《성광대도》는 2004년부터 중국에서 방송된 서바이벌 오디션 프로그램이다.

## 주요 참가자
- 노티스
- 나르
- 미지
- 베르세인